# Esenyurt
Esenyurt ist eine Stadtgemeinde (Belediye) im gleichnamigen Ilçe (Landkreis) der Provinz Istanbul in der türkischen Marmararegion und gleichzeitig ein Stadtbezirk der 1984 gebildeten Büyükşehir belediyesi İstanbul (Großstadtgemeinde/Metropolprovinz). Esenyurt liegt auf der europäischen Seite der Großstadt und ist seit der Gebietsreform ab 2013 flächen- und einwohnermäßig identisch mit dem Landkreis.

## Geografie
Der Kreis/Stadtbezirk grenzt im Westen an Büyükçekmece, im Nordosten an Başakşehir, im Osten an Avcılar und im Süden an Beylikdüzü. Esenyurt hat den höchsten Bevölkerungsanteil aller 39 Kreise/Stadtbezirke. der Provinz.

## Verwaltung
Durch das Gesetz Nr. 5747 erhielt das Zentrum von Istanbul einen neuen Zuschnitt durch die Bildung von acht neuen Kreisen. Dazu zählte auch der Kreis Esenyurt der aus folgenden Orten des Kreises Büyükçekmece 2008 gebildet wurde.
- alle 16 Mahalle der Belediye Esenyurt
- alle 3 Mahalle der Belediye Kıraç
- 1 von 4 Mahalle der Belediye Yakuplu
- der Mahalle Yesilkent der Belediye Avcılar (im Kreis Avcılar)
- der westliche Teil des Mahalle 2. Kısım von Bahçeşehir (Kreis Büyükçekmece)

Diese 21½ Mahalle bildeten die neue Stadt Esenyurt, die zugleich der einzige Ort im neugebildeten Landkreis war.
Seit der Verwaltungsreform von 2013/2014 ist das Gebiet der Großstadt mit dem der Provinz identisch, in jedem der İlçe (untergeordnete staatliche Verwaltungsbezirke) besteht eine namensgleiche Stadtgemeinde (Belediye), die jeweils dessen gesamtes Gebiet umfasst. Sie ist einem Stadtbezirk gleichgestellt, wird in Mahalle unterteilt und ist der Großstadtgemeinde untergeordnet.

## Bevölkerung
Von 1920 bis 1938 wanderten hier Migranten aus Rumänien und Bulgarien ein, und in neuerer Zeit kommen Binnenmigranten aus Ardahan und Kars, sowie Erzurum und Artvin.

### Einwohnerentwicklung
Als boomende Vorstadt Istanbuls hatte Esenyurt in den letzten Jahren ein sehr starkes Wachstum, was sie inzwischen zum bevölkerungsstärksten Stadtbezirk Istanbuls machte.
| Volkszählung | Volkszählung | Volkszählung | Volkszählung | Fortschreibung | Fortschreibung | Fortschreibung | Fortschreibung | Fortschreibung | Fortschreibung | Fortschreibung | Fortschreibung |
| ------------ | ------------ | ------------ | ------------ | -------------- | -------------- | -------------- | -------------- | -------------- | -------------- | -------------- | -------------- |
| 1980         | 1985         | 1990         | 2000         | 2008           | 2010           | 2012           | 2014           | 2016           | 2018           | 2019           | 2020           |
| 00.6.636     | 0.21.290     | 0.70.289     | 148.981      | 373.017        | 446.777        | 553.369        | 686.968        | 795.010        | 891.120        | 954.579        | 957.398        |

Ende 2012 wurde jeder Mahalle (Stadtviertel/Ortsteile) von durchschnittlich 22.265 Menschen bewohnt wird. Die meisten Bewohner hat der Pınar Mah. (41.726), nur vier der 42 Mahalle haben weniger as 10.000 Einwohner.

## Wirtschaft
Im Stadtteil Hoşdere befindet sich seit 1995 ein Werk der Mercedes-Benz Türk, einer Tochter der Daimler AG. Dort werden von ca. 2000 Beschäftigten Mercedes-Benz Stadt-, Überland- und Reisebusse gefertigt. 2005 wurde ein neues Werk eingeweiht, im Jahr 2007 wurde auch der Hauptsitz von Mercedes-Benz Türk nach Hoşdere verlegt.

## Fotografische Impressionen aus Esenyurt

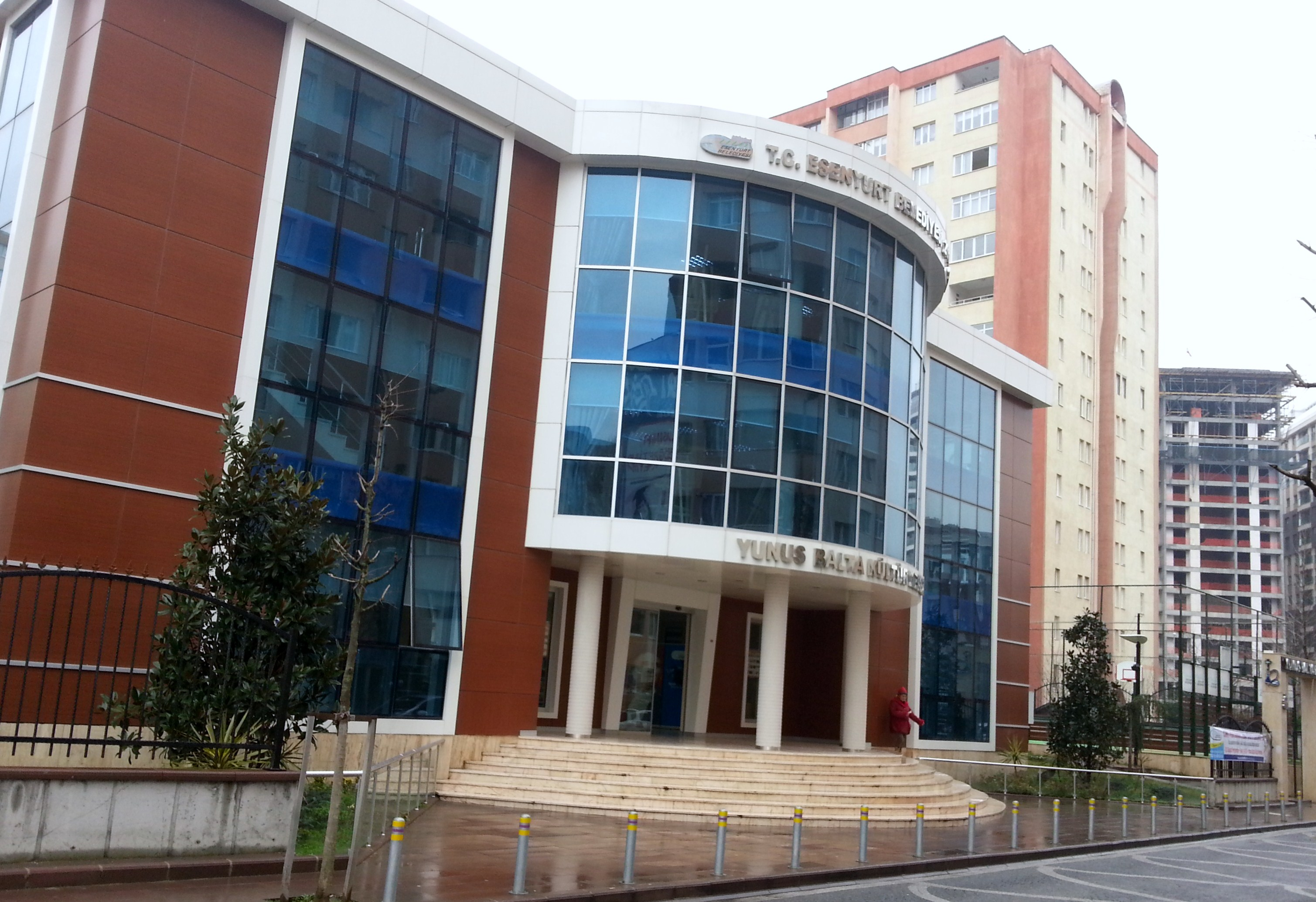
Yunus Balta Kulturzentrum
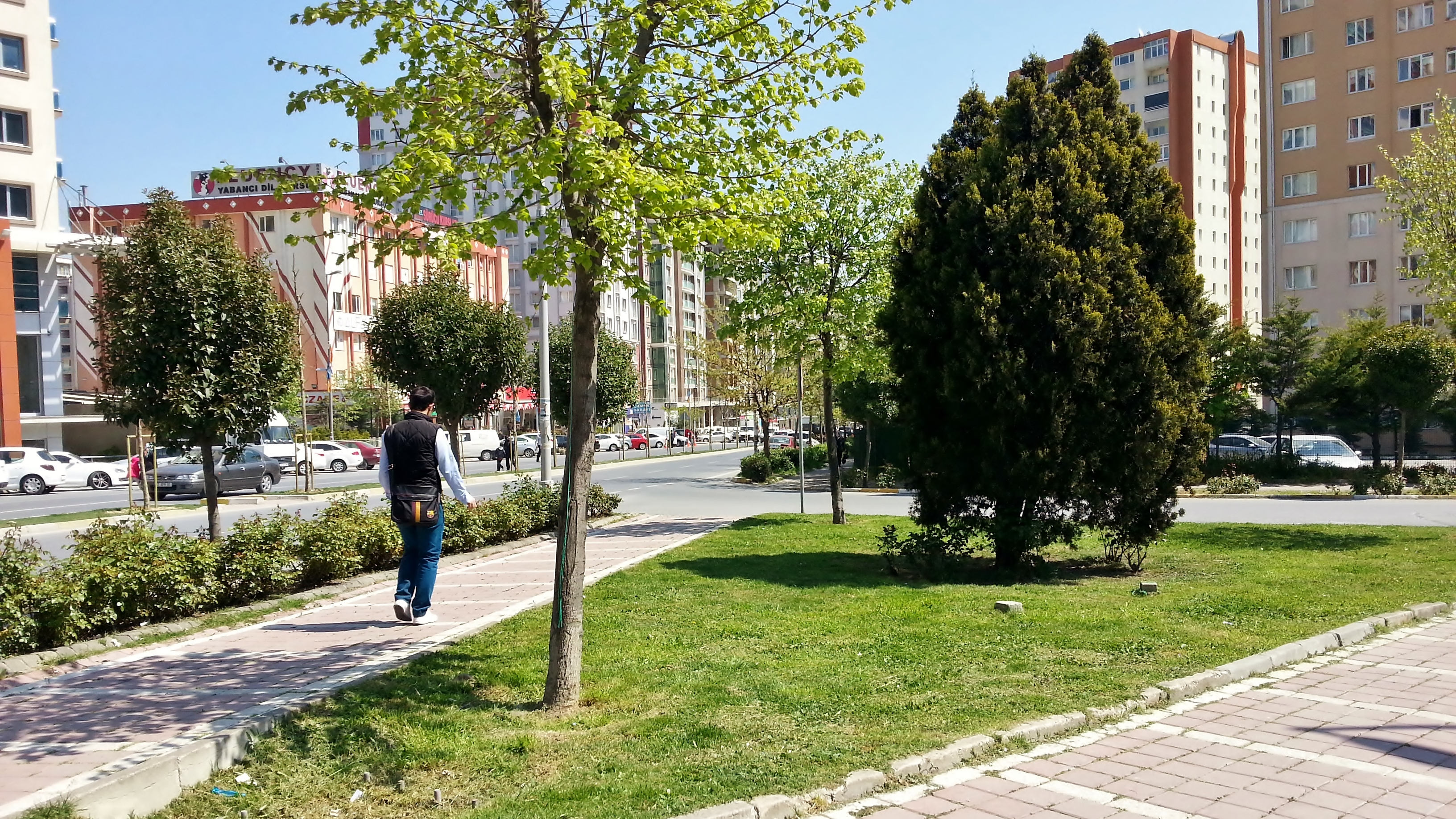
Hürriyet Caddesi (“Freiheitsstraße”)
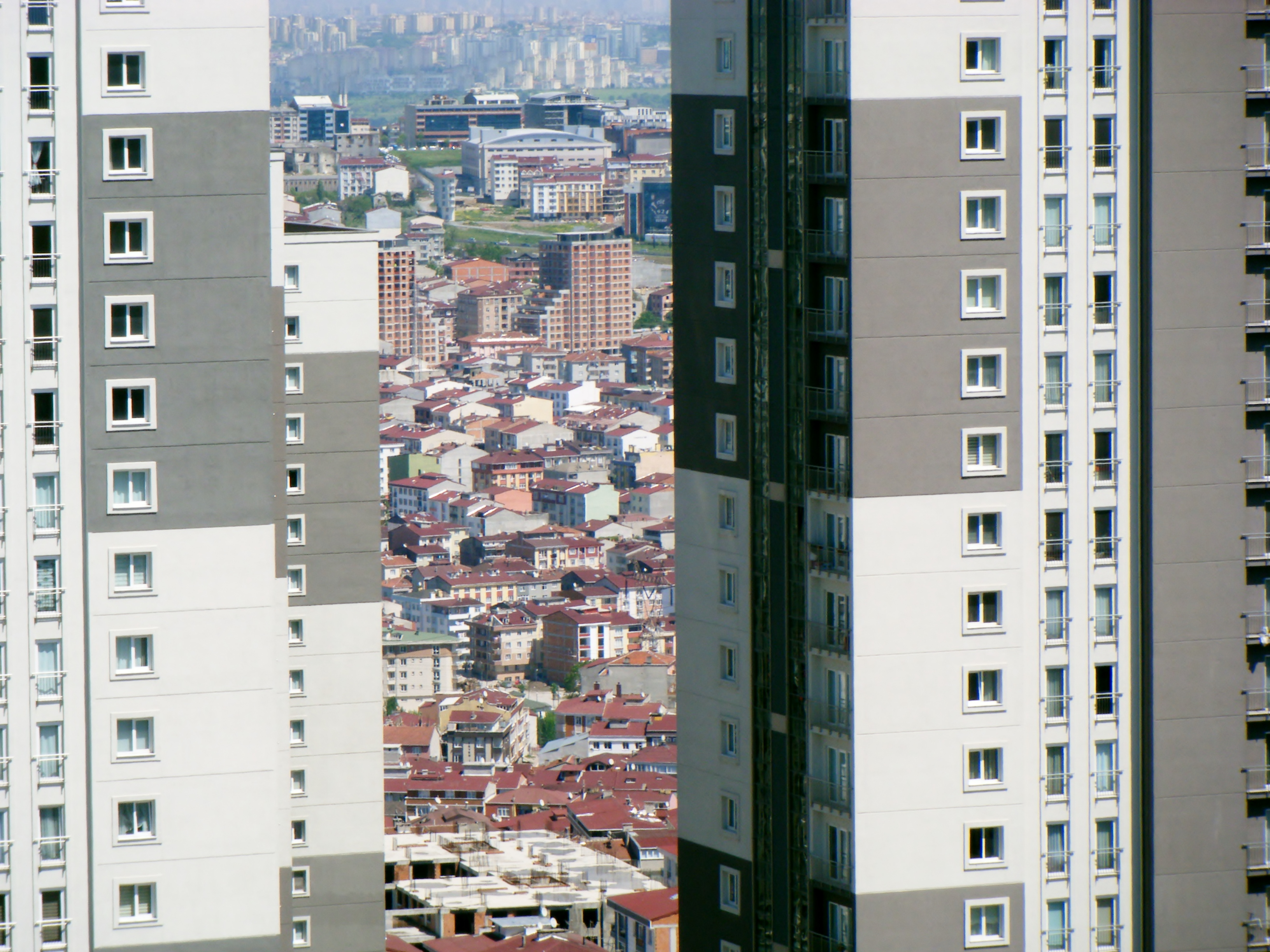
Herkömmliche Häuser zwischen den Wohnblocks
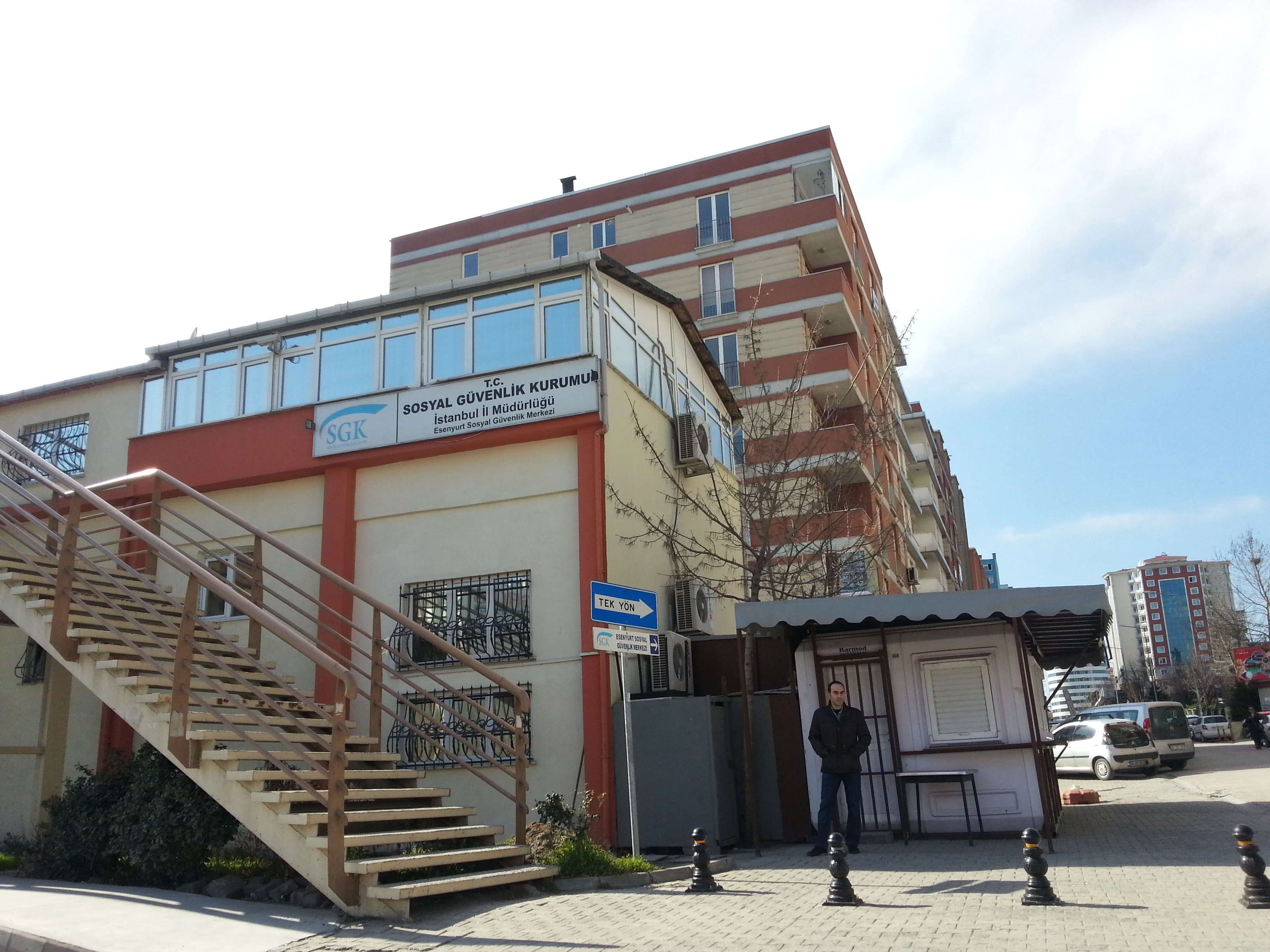
Esenyurt SGK Merkezi - Sozialversicherungszentrum